# Konrád Grebel

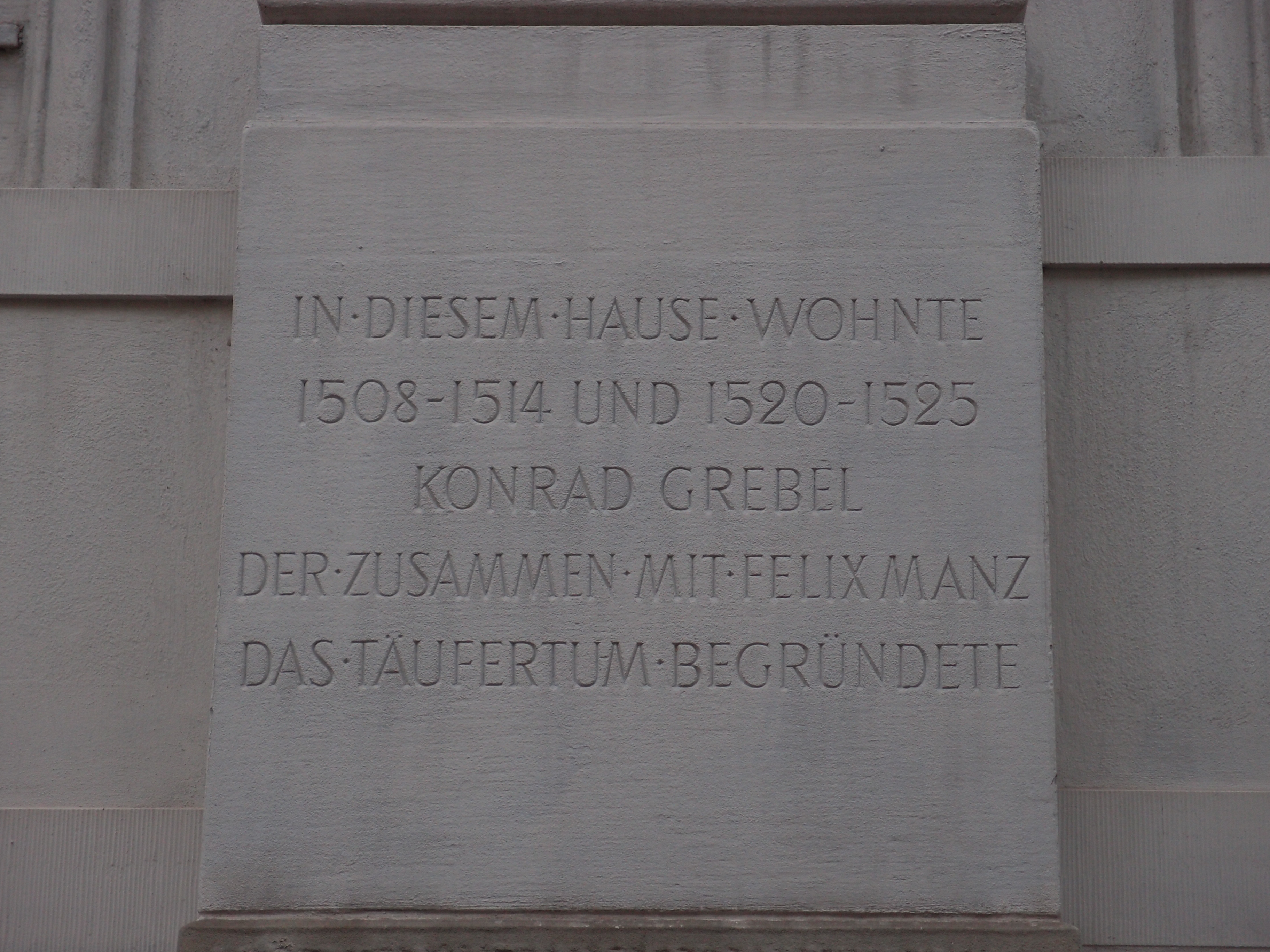
Pamětní deska ve švýcarském Curychu (Neumarkt 5)

Konrád Grebel (1498? – 1526) byl humanistický učenec a průkopník anabaptismu.

## Život
Narodil se Jakubovi a Dorotě Grebelovým, kteří patřili k zámožným a prominentním švýcarským rodinám. Otec Jakub Grebel byl členem městské rady v Curychu. Mladý Konrád navštěvoval latinskou školu v curyšském Grossmünsteru, pak basilejskou univerzitu, kde byl ovlivněn Erasmovým křesťanským humanismem a později odešel do Vídně, kde působil švýcarský humanista Joachim von Watt ze Sv.Gallu (Vadian). Krátce pobyl také na pařížské Sorbonně. Od roku 1520 studoval pod Zwingliho vedením řecké klasiky.
Dne 6. února 1522 se oženil s Barbarou a krátce na to prožil své obrácení ke Kristu – ze zpustlého mladého humanisty se stal bojovný zastánce Božího slova. Brzy začal spolu s dalšími studenty kritizovat Huldrycha Zwingliho za nedůslednost s jakou uváděl do praxe švýcarskou reformaci.
Konrád Grebel, Felix Manz a Jiří Blaurock nejsou první, kdo v té době rozpoznali nesmyslnost křtu nemluvňat, ale byli první, kdo začali se křtem věřících. Dne 21. ledna 1525 přijal Blaurock na vyznání své víry v Krista křest z rukou Grebela a následně pokřtil všechny přítomné a založili první sbor švýcarských bratří – brzy nazvaných novokřtěnci (překřtívači).
Někteří byli záhy vypovězeni z Curychu a také díky tomu se jejich myšlenky začaly rychle šířit, v dubnu křtí Grebel ve Sv.Gallu v řece Sitter velký dav (má se za to, že až 500 věřících). Dále s velikým úspěchem působil v Grüningenu. V říjnu je zatčen a v březnu 1526 odsouzen k doživotí. Soud označil křest věřících za zločin zasluhující trest smrti. Grebelovi se s pomocí podařilo z vězení uprchnout a tak mohl vydat tiskem svůj spis o křtu, který vypracoval ve vězení. Někdy v srpnu toho roku se ale stává obětí stále se vracející morové rány.
Po tomto prvním anabaptistovi se dochovalo jen několik kázání, početné dopisy a jeden traktát. Ale hnutí na jehož počátku stál, má dnes v anabaptistických (mennonité, amishové, hutterité) a baptistických sborech kolem 100 milionů následovníků.